# Victor Provo
Victor Provo, né le 30 août 1903 à Wattrelos (Nord)  et mort le 4 octobre 1983 à Roubaix (Nord), est un homme politique et résistant français.

## Biographie
Trieur de laine, il participe à de nombreuses grèves et est licencié de la Lainière de Roubaix en 1929. Alors que Jean-Baptiste Lebas est maire de la ville, Victor Provo est embauché en mairie et devient commis aux écritures, tout en dirigeant également les Jeunesses socialistes. En 1935, il est élu conseiller d'arrondissement de Roubaix-Est.
Mobilisé en 1939, il est fait prisonnier en mai 1940. Il rejoint la Fédération socialiste clandestine du Nord et choisit d’entrer dans la Résistance. En juillet 1942, c'est le préfet Fernand Carles qui prend contact avec lui pour qu'il prenne les fonctions de maire de Roubaix, alors que Lebas a été révoqué par le régime de Vichy en 1940. Après accord de ses amis politiques, il accepte. Il est maintenu dans ses fonctions en 1944 par les organes de la Résistance.
Après la guerre, Victor Provo est confirmé par les électeurs et dirige la mairie jusqu'en 1977 à la tête de coalitions SFIO/MRP/indépendants. En 1949, il est élu conseiller général dans le canton de Roubaix-Est, mandat qu'il conserve jusqu'en 1973. Il est président du conseil général du Nord de 1967 à 1973. Il est député du Nord de 1952 à 1958. Élu sénateur du Nord en 1974, il démissionne en 1977. Il est enfin membre du comité directeur de la SFIO de 1944 à 1969 et son trésorier national de 1945 à 1969.
Auteur du « rapport Provo » du 3 mars 1957 qui justifie le recours aux militaires pour le maintien de l'ordre en Algérie et minimise l'usage de la torture.
À titre d'hommage, son nom a été donné à l'un des hôpitaux de Roubaix ainsi qu’à une station du tramway de la ligne Roubaix.

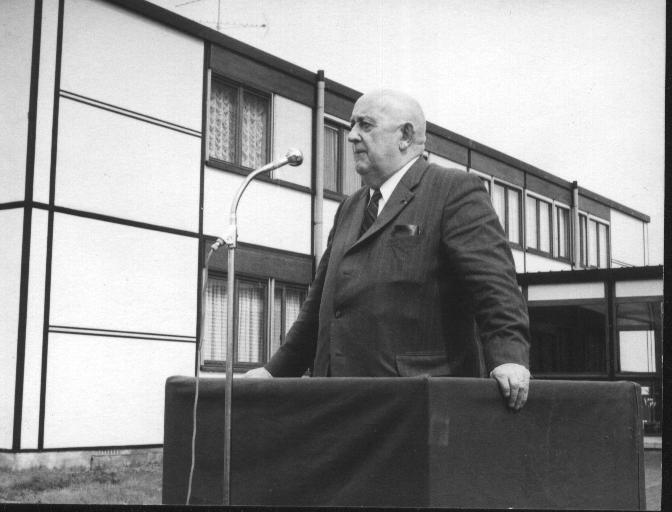
Discours de Victor Provo.

## Mandats exercés
- Conseiller d'arrondissement de Roubaix-Est (1935-1940)
- Maire de Roubaix (1942-1977)
- Député du Nord (1952-1958), membre (1953-1955), puis président de la Commission de l'Intérieur (1956-1958)
- Vice-président de la communauté urbaine de Lille de 1967 à 1971, puis conseiller jusqu'en 1977
- Conseiller général (1949-1973) et président du conseil général du Nord (1967-1973)
- Sénateur du Nord (1973-1977)

## Décorations

### Nationales
- Commandeur de la Légion d'honneur (1979)[1]
- Médaille de la Résistance française
- Officier de l'ordre des Palmes académiques

### Étrangères
- Chevalier de l'ordre de Léopold ( Belgique)
- Commandeur de l'ordre royal de Victoria ( Royaume-Uni)